# ارلانا لارکینز
ارلانا لارکینز (انگلیسی: Erlana Larkins؛ زادهٔ ۲ آوریل ۱۹۸۶) بازیکن بسکتبال اهل ایالات متحده آمریکا است.
وی در مسابقات کشوری و بین‌المللی در مجموع برندهٔ ۳ مدال طلا شده‌است.